# Église de Santa Maria Assunta al Vigentino (Milan)
L'église de Santa Maria Assunta al Vigentino est une église de Milan située près de via Giuseppe Ripamonti dans le quartier Vigentino, dans la partie sud de la ville, le long de l'ancienne via Vigentina. Son histoire aux Moyen Age est liée aux quartiers de banlieue batis après l'exode forcé des Milanais qui suivit la destruction de la ville par l'empereur allemand Frédéric Barberousse en 1162. Au XVe siècle, l'église faisait partie d'un important complexe monastique, le Castellazzo, de l'ordre des Gerolimini. Reconstruite entre le XVe  et le XVIIe siècle, elle contient la chapelle du Rosaire, avec des œuvres intéressantes de Cerano et de son atelier, ainsi qu'un cycle pictural dans le presbytère qui peut être reconduit à l'influence d'Ambrogio Figino. Les autels latéraux et les décorations intérieures en stuc datent du XVIIe siècle, tandis que l'autel principal et la décoration picturale du baptistère ont été réalisés au siècle suivant. L'église a fait l'objet d'une importante restauration achevée en 2016.

## Histoire
La date de construction de l'église d'origine n'est pas connue exactement, même si certains éléments ont suggéré une première colonie à l'époque carolingienne. À l'époque, la zone était purement rurale (9 km au sud de la Piazza del Duomo, bien en dehors des murs de la ville de Milan); cependant, elle faisait partie d'une ceinture qui contenait, déjà à la fin de l'Empire Romain, des nécropoles païennes et des cimetières chrétiens, ainsi que de grandes basiliques extra-urbaines qui se trouvaient souvent à côté des grandes routes reliant Milan aux grandes villes impériales. En effet, Santa Maria Assunta est à quelques dizaines de mètres de la route de Pavie. Souvent, les bâtiments de culte de ces agrégats extra-urbains contenaient des reliques qui constituaient également un motif « d'attraction » pour les cimetières: en fait, le désir d'être enterré près d'un site contenant des reliques de saints ou de martyrs  était répandu. Probablement de cette circonstance dérive le terme de Corpi Santi di Milano, qui a désigné cette zone jusqu'à son incorporation dans la municipalité de Milan en 1808.
Au moment de la destruction de Milan par Frédéric Barberousse en 1162, à l’époque des guerres entre les villes lombardes et l'Empire, la population fut forcée de quitter la ville et de s'installer hors des murs: les villages de la ceinture de banlieue, y compris le Vigentino, ont donc connu une soudaine explosion démographique qui, bien que rapidement réabsorbé dans les années suivantes, a laissé de nombreuses traces. Parmi ceux-ci se distingue le Castellazzo, un palais-forteresse érigé pour défendre la région. La première mention dans le Liber Notitiæ Sanctorum Mediolani de l'existence de l'église de Santa Maria remonte au siècle suivant. Parmi les rares sources pour l'histoire milanaise du XIIIe siècle on peut mentionner le Liber Notitiæ Sanctorum Mediolani attribué à Goffredo da Bussero qui vivait entre 1220 et 1289 comme prêtre à Rovello (Côme). Le manuscrit original, déposé à la Bibliothèque du Chapitre de Milan, a été  transcrit en 1917 par Ugo Monneret De Villard et Marco Magistretti; il contient précieuses informations onomastiques, la répartition des paroisses milanaises, la liste de toutes églises, autels, fêtes, reliques et la vie des Saints de la Diocèse de Milan. L'auteur cite une ancienne église au Vigentino, nommée Ecclesia S. Mariæ. Le Palais du Castellazzo (dont aucune trace ne subsiste aujourd'hui) a été donné en 1401 par le duc Jean Galéas Visconti à la congrégation de San Gerolamo ou des Girolimini qui a donné vie à un complexe monastique important et riche grâce aux possessions foncières environnantes. L'église de Santa Maria Assunta faisait partie du complexe, en tant que bâtiment à l'extérieur du monastère lui-même et ouverte au culte pour les habitants du village et de la campagne environnante. Un document de 1562 détecte l'état de dégradation de l'église et propose sa restauration afin qu'elle puisse être réutilisée pour la messe. Un plan joint à la fin du XVIe siècle aux rapports de visite effectués dans le cadre de la campagne d'enquête promue par Charles Borromée montre un bâtiment beaucoup plus petit qu'aujourd'hui et mal meublé. Les travaux de reconstruction commencent en 1597 et suivent les canons (Instructiones) fixés par Borromér en 1577. Malheureusement, la documentation des travaux a été perdue, mais ils étaient certainement achevés en 1621.

## Le cycle marial du presbytère
Le presbytère est décoré par trois grandes toiles avec les derniers épisodes de la Vita Virginis: la Dormition, l'Assomption et le Couronnement. Les peintures sont datées de 1606 et ont été commandées par le curé de l'époque Don Bernardo Borroni, qui y est représenté. Les peintures de Girolamo Ciocca (it) sont inspirées aux modèles d'Ambrogio Figino, représentant de l'école liée à Michel-Ange alors répandue dans la peinture lombarde.

## La Chapelle et l'autel du Rosaire
L'œuvre la plus importante de l'église est la Chapelle du Rosaire, non datée mais qui remonte à la période 1619-1921. La chapelle, objet d'une récente restauration, contient un grand autel en bois doré avec des statues d'anges et de prophètes, qui suit la tradition lombarde du XVe siècle. L'antependium en bas est une reconstruction du XIXe siècle, et la statue de la Vierge dans la niche centrale est une œuvre moderne qui a remplacé une ancienne « Vierge habillée » perdue. Les deux panneaux à côté de la statue représentent Charles Borromée et Dominique de Guzmán, qui tient le modèle de l'église dans sa main. Au-dessus de la statue, une colombe du Saint-Esprit est surmontée d'un tympan à l'image de Dieu le Père. Au-dessus, la frise avec le  Nomen Mariae est flanquée des images de Santa Maria Maddalena et Santa Marta. Au sommet, un cadre en bois doré contient la fresque de la Pietà, datant probablement de l'église du XVIe siècle et récupérée lors de la rénovation. Les murs de la chapelle et de la voûte sont ornés de précieuses peintures octogonales sur bois, représentant les quinze Mystères du Rosaire (mystères joyeux, mystères douloureux et mystères glorieux). A noter dans l'épisode de la flagellation la présence d'un bourreau en costume ottoman flanqué d'un autre bourreau en robe qui suggère une origine protestante. D'autres détails témoignent d'une attention particulière aux questions théologiques d'actualité. Le riche décor de la chapelle est complété, sur les côtés et dans la voûte de l'arc d'entrée, par des bustes de saints peints à fresque probablement attribuables à Giovanni Battista Crespi et son atelier.